# Enseignement sportif
Ne doit pas être confondu avec Éducation physique et sportive.
 (septembre 2024).
Un enseignement sportif est l'enseignement d'un sport.

## France
En France, le professeur de sport (à ne pas confondre avec le professeur d'éducation physique et sportive) est un fonctionnaire de catégorie A et spécialisé dans une discipline sportive. Le professeur de sport dépend du ministère des sports. Il exerce dans le milieu extrascolaire et n'enseigne pas. 
Le professeur de sport ne peut donc pas être confondu avec le professeur d’EPS qui lui enseigne l’Éducation Physique et Sportive dans le niveau secondaire (Collège/Lycée), il dépend du Ministère de l'Éducation nationale.
Ses domaines d'actions sont l’entraînement, le conseil technique, la formation, et la promotion des activités physiques et sportives, auprès des fédérations sportives, des collectivités ou des structures publiques.
Les professeurs de sport   sont recrutés sur concours parmi les sportifs de haut niveau, les titulaires d’une licence STAPS, d’un brevet d'État d'éducateur sportif du 2e degré, d'un Diplôme d'État supérieur de la jeunesse, de l'éducation populaire et du sport (DESJEPS) – spécialité « performance sportive », ou du diplôme de guide de haute montagne.